# Bertran de Preissac
Bertran de Preissac (fl. XIII secolo) è stato un trovatore minore, attivo probabilmente nell'area del Poitou, Saintonge e Périgord. I suoi riferimenti biografici sono del tutto ignoti, tranne il fatto che compose un sirventese e una tenzone (Jausbert, razon ai adrecha) insieme a Gausbert de Poicibot  in cui i due trovatori discutono sui pregi delle donne giovani e vecchie.
Alfred Jeanroy avanza comunque una riserva alquanto incerta secondo cui Bertran de Preissac lo si sarebbe potuto confondere con Bertrand de Pessars, un poeta "francese" attivo all'inizio del XII secolo